# Anne-Marie Withenshaw
 (juillet 2013).
Si vous disposez d'ouvrages ou d'articles de référence ou si vous connaissez des sites web de qualité traitant du thème abordé ici, merci de compléter l'article en donnant les références utiles à sa vérifiabilité et en les liant à la section « Notes et références ».
Anne-Marie Withenshaw (née le 12 août 1978) est une personnalité de la radio et télévision québécoise.

## Biographie
Anne-Marie Withenshaw est née d'une mère québécoise et d'un père anglais. Elle grandit complètement bilingue.
Elle entreprend ses études collégiales au Collège André-Grasset et obtient son diplôme en 1996.
Elle est diplômée de l'Université Concordia, détentrice d'un baccalauréat en Arts & Science de la communication.
Elle fait ses débuts à MusiquePlus en 1998, à l'âge de 19 ans, et y reste jusqu'en 2002. Par la suite, elle devient reporter à TQS pour l'émission Flash. En 2005, elle quitte Flash pour animer "La Fosse Aux Lionnes" à Radio-Canada. Elle y tient la barre pour une saison, le temps de retourner à Flash pour l'automne 2006.
Anne-Marie a travaillé à CKOI-FM 96,9 Montréal comme chroniqueuse une fois semaine dans l'émission du Midi Morency avec Francois Morency dès 11:30 chaque midi de semaine, et aussi une émission d'après-midi, Le Withenshow.
En 2010, Anne-Marie Withenshaw anime les émissions Guide restos Voir sur Évasion et C'est juste de la TV sur ARTV. À l’été, elle prend la relève de Christiane Charette avec son émission AM à la Première Chaîne de la radio de Radio-Canada. Anne-Marie est également blogueuse pour le magazine de mode Loulou et y signe aussi quelques articles. On peut également la voir sur les ondes de Musimax en tant que chroniqueuse et commentatrice sur le plan artistique dans les émissions de Génération 2000. Ces émissions dont elle est une des annotatrices: passe en revue les évènements marquants sur chaque année de la décennie 2000 présenté de façon chronologique. À l'hiver 2010, elle anime la série Nos Canadiens, sur la chaîne V, une émission dont le concept est que chaque semaine, Anne-Marie passe la journée avec un joueur différent de l'équipe des Canadiens de Montréal.
Anne-Marie anime aussi All Access Weekend, en anglais, chaque samedi 10 heures sur 92.5 The Beat. Elle est périodiquement invitée d'honneur à l'émission humoristique La soirée est (encore) jeune.
Anne-Marie a une fille qui est née en août 2013.